# Ẩm thực Quảng Đông
Ẩm thực Quảng Đông (giản thể: 广东菜; phồn thể:廣東菜; bính âm: Gwóng dūng choi ) là ẩm thực của tỉnh Quảng Đông, Trung Quốc, đặc biệt là tỉnh lỵ Quảng Châu, và các vùng lân cận ở Đồng bằng sông Châu Giang bao gồm Hồng Kông và Ma Cao, Nói một cách chính xác là ẩm thực Quảng Đông là ẩm thực của Quảng Châu hoặc của những người nói tiếng Quảng Đông, nhưng nó thường bao gồm phong cách nấu ăn của tất cả những người nói tiếng Hoa ở Quảng Đông.

Ẩm thực Quảng Đông thường được biết đến ở Trung Quốc (các món ăn Việt) là một trong những tám nền ẩm thực của ẩm thực Trung Hoa và một trong những bốn nền ẩm thực truyền thống (四大菜系)(so với các nền ẩm thực có ảnh hưởng như Hoài Dương, Tứ Xuyên và Sơn Đông) . Ẩm thực Quảng Đông theo nghĩa hẹp là dùng để chỉ ẩm thực Quảng Đông (ẩm thực Quảng Châu), và theo nghĩa rộng nó còn bao gồm cả ẩm thực Triều Châu (ẩm thực Triều Sán) và ẩm thực Đông Giang (hay còn gọi là ẩm thực của người Hẹ)
Ẩm thực Quảng Đông có nguồn gốc từ Đồng bằng trung tâm và được kế thừa Đạo ẩm thực của Khổng tử “Gạo giã càng trắng càng tốt, thịt xắt càng nhỏ càng tốt" _Thức ăn làm càng tinh tế càng tốt. ( tiếng Trung: 食不厌精脍不厌细 ). Vì vậy, ẩm thực Quảng Đông phức tạp và tinh tế hơn, chẳng hạn như cơm niêu đất và lợn sữa quay trong ẩm thực Quảng Đông có nguồn gốc từ món ngon "Bát trân" của nhà Chu, ngỗng quay có nguồn gốc từ món vịt quay nổi tiếng của triều đại nhà Tống; Dim sum phát triển từ vùng đồng bằng miền Trung đến Quảng Đông và phát triển thành bánh bao tôm ngày nay,

## Phân loại
Ẩm thực Quảng Đông bao gồm châu thổ sông Châu Giang, Thiều Quan, Trạm Giang và các nơi  lân cận khác. Ẩm thực Quảng Đông có  đặc điểm tươi ngon, tươi mát, sảng khoái, nhẹ nhàng. Ẩm thực Quảng Đông là đại diện của ẩm thực Quảng Đông. Từ xa xưa, nó có uy tín của "Ăn tại Quảng Châu, nấu ra khỏi Phượng Thành(Thuận Đức)", "Ăn tại Quảng Châu, hương vị trong Tây Định" .
Ẩm thực Triều Châu có nguồn gốc từ vùng Triều Sán của Quảng Đông, là xương sống của ẩm thực Quảng Đông và là đại diện của ẩm thực Quảng Đông.. Các món ăn Triều Châu luôn có sự kết hợp hài hòa giữa "sắc, hương, vị". Ẩm thực Triều Châu là một nền ẩm thực nổi tiếng trong và ngoài nước bên cạnh đồng thời nó cũng là một nét đặc sắc trong văn hóa Triều Châu. Ẩm thực Triều Châu có lịch sử lâu đời, nó bắt nguồn từ đời Đường và phát triển vào thời nhà Tống, nhà Minh. Cho đến nay ẩm thực Triều Châu đã nổi tiếng trong và ngoài nước, chiếm một vị trí quan trọng trong văn hóa ẩm thực của Trung Quốc và thế giới. Bếp Triều Châu có hơn 10 cách chế biến món ăn như đun cách thủy, chưng, hấp, tiềm, chiên, xào, nướng,… với những kỹ thuật đạt đến trình độ tất cả mùi vị đều toát ra một cách tự nhiên và đầy kích thích.
Ẩm thực Khách Gia (hay còn gọi là ẩm thực Đông Giang) chủ yếu phổ biến ở Mai Châu, Huệ Châu, Hà Nguyên, Thiều Quan, Thâm Quyến..., bao gồm lưu vực sông Mai Giang, Đông Giang và Bắc Giang. Ẩm thực Khách Gia được chia làm 5 trường phái chính: trường phái Cám Châu, trường phái Long Nham, trường phái Mai Châu, trường phái Đông Giang, trường phái Hải Ngoại. Các món ăn của người Khách Gia có nguồn gốc từ vùng Đông Giang, Quảng Đông chủ yếu dùng thịt, ít thủy sản, chủ yếu là những món ăn có mùi thơm đặc trưng, nhiều dầu và vị mặn.

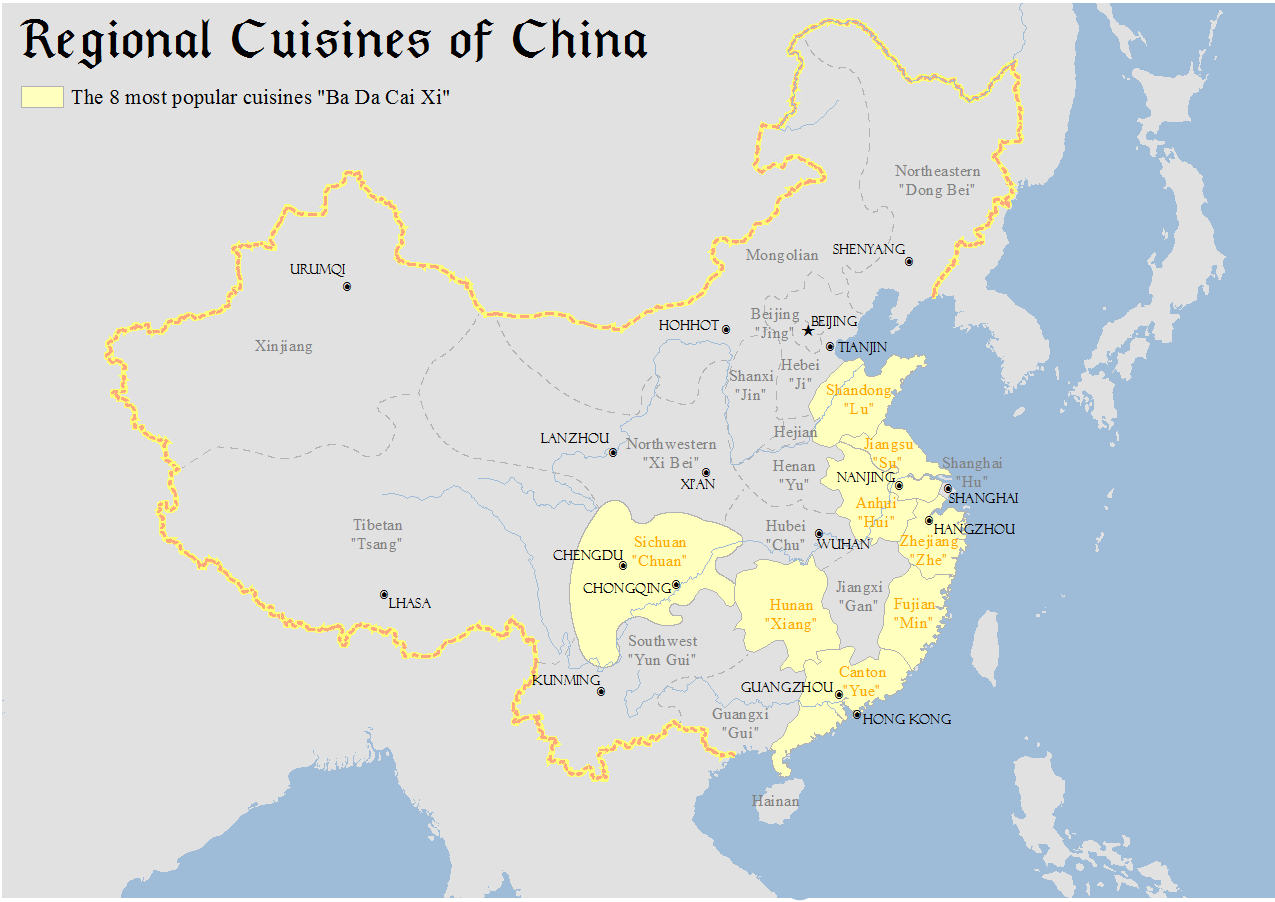
Sơ đồ từng vùng ẩm thực trong nền ẩm thực trung

## Đặc Điểm

### Nguyên liệu chủ yếu
Bên cạnh các loại thịt phổ biến như thịt lợn, thịt bò và thịt gà thì ẩm thực Quảng Đông có thể được chế biến bằng tất cả các loại thịt ăn được bao gồm nội tạng, chân gà, lưỡi vịt, chân ếch, rắn và ốc. Tuy nhiên, thịt cừu và dê ít được sử dụng hơn so với các món ăn của miền Bắc hoặc miền tây Trung Quốc
Gia vị luôn luôn được dùng vừa phải để tránh làm lấn át hương vị của các nguyên liệu chính. Các món ăn luôn ở đỉnh cao về độ tươi và chất lượng
Ẩm thực Quảng Đông thường không sử dụng rộng rãi các loại thảo mộc tươi như là trong các món ăn ở Tứ Xuyên, Việt Nam, Lào, Thái và Châu Âu. Hẹ và rau mùi là những ngoại lệ trước đây nó  thường được sử dụng như một loại rau và sau này thì thường chỉ được dùng để trang trí món ăn.

### Phương pháp chế biến
Trường phái ẩm thực Quảng Đông có thể coi là trường phái có nhiều cách chế biến món ăn nhất. Ước tính người Quảng Đông có hơn 20 cách chế biến khác nhau. Trong đó, một số cách chế biến độc đáo phải kể đến như cháo hấp bát bát úp. Những cách chế biến truyền thống như xào, chiên, hầm, nướng, … được biến tấu điệu nghệ. Các món ăn ở đây có tính thẩm mỹ khá cao, tất cả đều được chăm chút cẩn thận về màu sắc, hình dạng, hương vị. 

### Hương vị
Người Quảng Đông yêu thích các món ăn có hương vị thanh đạm, tươi non chứ không ưa những món ăn có vị đậm đà, được chế biến quá kỹ lưỡng. Điều đặc biệt hơn nữa là dù hương vị có thanh đạm, nhẹ nhàng nhưng các món ăn lại không hề nhạt nhẽo. Các món ăn ở đây chú trọng đến bốn yếu tố chính là hương, sắc, vị và hình với đòi hỏi vô cùng khắt khe cho từng món ăn: non mà không sống, tươi mà không thô, mỡ mà không ngấy, thanh mà không nhạt, mùa xuân hạ món ăn phải thanh mát, mùa thu đông món ăn phải ấm và đậm vị.

## Các món ăn đặc trưng

### Món ăn Quảng Đông
| Tên                                                     | Hình | Tên Phổn thể       | Tên Giản thể       | Việt bính                             | Phiên âm                   | Chú thích |
| ------------------------------------------------------- | ---- | ------------------ | ------------------ | ------------------------------------- | -------------------------- | --- |
| Ngỗng quay                                              |      | 燒鵝               | 烧鹅               | siu1 ngo4                             | shāo'é                     | Da ngỗng quay chín vàng, giòn rụm, hương than nhẹ làm dậy mùi thơm, lớp mỡ dưới da mỏng thấm vào thịt ngỗng làm tăng thêm độ thơm ngon cho miếng thịt. |
| Gà Quý Phi luộc                                         |      | 白切貴妃雞         | 白切贵妃鸡         | baak6 cit3 gwai3 fei1 gai1            | Bái qiē guìfēi jī          | Dùng Gà Quý Phi làm nguyên liệu và thịt rất ngon |
| Gà Văn Xương Quảng Châu                                 |      | 廣州文昌雞         | 广州文昌鸡         | gwong2 zau1 man4 coeng1 gai1          | Guǎngzhōu wénchāng jī      | Các món ăn nổi tiếng của Quảng Châu được làm từ thịt gà Văn Xương của Đảo Hải Nam thêm vào giăm bông, gan gà và nhiều loại rau. Món ăn này có hình dáng đẹp và nước sốt trong có màu vàng đặc trưng |
| Chim bồ câu om                                          |      | 紅燒乳鴿           | 红烧乳鸽           | hung4 siu1 jyu5 gap3                  | Hóngshāo rǔ gē             | Các món ăn ngon lâu đời ở Quảng Đông. |
| Thịt heo nướng sốt mật ong (Xá Xíu)                     |      | 蜜汁叉燒           | 蜜汁叉烧           | mat6 zap1 caa1 siu1                   | Mì zhī chāshāo             | Xá xíu được làm bằng thịt vai lợn vì phần thịt này có 90% là nạt nên sau khi nướng phần mỡ vụn sẽ tan ra, giúp thịt thơm và mềm hơn nhưng không ngấy. |
| Chân gà sốt dầu hào                                     |      | 蚝皇鳳爪           | 蚝皇凤爪           | hou4 wong4 fung6 zaau2                | Háo huáng fèng zhuǎ        | Là món ăn nổi tiếng của Quảng Châu. Người Quảng Đông nghiện ăn chân gà rất nhiều. Tuy nhiên, cách chế biến của món ăn này khá cầu kỳ, đầu tiên là chân gà luộc chín sau đó rán vàng rồi mới hầm để món ăn thành phẩm có màu vàng óng. |
| Poon choi                                               |      | 盆菜               | 盆菜               | pun4 coi3                             | Pén cài                    | Đặc trưng của món Poon Choi là bao gồm nhiều lớp nguyên liệu tươi ngon, hảo hạng được xếp và nấu trong một nồi đất lớn, có thể bao gồm thịt lợn, thịt bò, thịt cừu, bào ngư, hải sâm vây cá mập, gà, vịt, tôm, cua, da heo, các loại nấm khác nhau, củ cải và đậu phụ. Những thành phần này được xếp từ 9 đến 12 lớp - đủ để đáp ứng một nhóm mười người. Các thành phần không hỗn hợp, thành phần của bát ăn xếp theo từng lớp. Là một món ăn lý tưởng không thể thiếu trong bữa cơm đầm ấm đầu xuân khi các thành viên trong gia đình có thể cùng quây quần, sum họp. |
| Sườn hấp tàu xì                                         |      | 豉汁蒸排骨         | 豉汁蒸排骨         | si6 zap1 zing1 paai4 gwat1            | Chǐ zhī zhēng páigǔ        | Món ăn được nấu từ sườn heo vì xương ở phần này mềm và nhiều thịt. |
| Tôm Thái Cực                                            |      | 炊太極蝦           | 炊太极虾           | ceoi1 taai3 gik6 haa1                 | Chuī tàijí xiā             | Cách trang trí đẹp |
| Bóng cá bách hoa                                        |      | 百花魚肚           | 百花鱼肚           | baak3 faa1 jyu4 tou5                  | Bǎihuā yúdù                | Bóng cá có màu trắng, mềm khi ăn có vị ngọt. |
| Nạm bò hầm củ cải                                       |      | 蘿蔔牛腩煲         | 萝卜牛腩煲         | lo4 baak6 ngau4 naam5 bou1            | Luóbo niúnǎn bāo           | Nạm bò có tính ấm, dễ nóng khi ăn quá nhiều, còn củ cải trắng có tính hàn, hầm chung với nhau có tác dụng giải cảm, thanh nhiệt. |
| Vịt Quay Quảng Đông                                     |      | 廣式燒填鴨         | 广式烧填鸭         | gwong2 sik1 siu1 tin4 ngaap3          | Guǎng shì shāo tiányā      | Món vịt quay của người Quảng Đông được chế biến rất đặc biệt. Sau khi làm sạch lông người ta khoét một lỗ nhỏ trên con vịt đủ để lấy nội tạng ra, sau đó vịt được ướp đủ các loại gia vị như đường môn (loại đường đỏ được đóng thành từng tảng), tỏi, bột cam thảo, đậu nành, rượu, giấm trắng. Tiếp đến, người ta chờ thịt ngấm trong vòng 2 tiếng mới đem đi quay. Khi quay phải quay liên tục để thịt chín vàng đều không bị mất nước. Sau khi quay xong, màu da thịt sẽ trở nên vàng rộm và ăn rất giòn. Trong khi đó, phần thân lại rất mềm ngọt mà không bị khô. |
| Nấm hương hải đường                                     |      | 海棠冬菇           | 海棠冬菇           | hoi2 tong4 dung1 gu1                  | Hǎitáng dōnggū             | Màu sắc tinh tế, tươi, thơm, chứa nhiều dưỡng chất, thích hợp dùng cho mọi mùa. |
| Gà hầm bí đao và hạt bobo                               |      | 冬瓜薏米煲鴨       | 冬瓜薏米煲鸭       | dung1 gwaa1 ji3 mai5 bou1 ngaap3      | Dōngguā yìmǐ bāo yā        | |
| Thịt hấp trứng muối                                     |      | 鹹蛋蒸肉餅         | 咸蛋蒸肉饼         | haam4 daan2 zing1 juk6 beng2          | xiándàn zhēng ròubǐng      | Trứng vịt được muối lâu ngày sẽ có vị mặn đặc trưng, trộn với thịt lợn băm nhỏ hấp. Đây là món ăn phổ biến trong các hộ gia đình trên khắp Quảng Đông. |
| Ao Sen                                                  |      | 池塘蓮花           | 池塘莲花           | ci4 tong4 lin4 faa1                   | Chítáng liánhuā            | Đây là một đặc sản truyền thống nổi tiếng ở tỉnh Quảng Đông. Món ăn có hình dạng trông giống như một bông hoa sen. Món ăn ngon và không bị dầu mỡ. |
| Heo sữa quay                                            |      | 烤乳豬             | 烤乳猪             | haau1 jyu5 zyu1                       | Kǎo rǔ zhū                 | Đây là món ăn đặc biệt nổi tiếng nhất ở Quảng Châu và là một trong những món ăn chính trong "Mãn Hán Toàn Tịch". Ngay từ thời Tây Chu, món ăn này đã được liệt vào một trong "Bát trân" |
| Heo quay giòn                                           |      | 脆皮燒肉           | 脆皮烧肉           | ceoi3 pei4 siu1 juk6                  | Cuì pí shāo ròu            | Là món ăn truyền thống nổi tiếng ở Quảng Đông. Nguyên liệu chính là thịt ba chỉ và rượu mai quế lộ. |
| Súp thịt hầm tôm hùm                                    |      | 上湯焗龍蝦         | 上汤焗龙虾         | soeng5 tong1 guk6 lung4 haa1          | Shàng tāng jú lóngxiā      | Món ăn này có thành phần chính là tôm hùm và được làm thành soup. Thịt tôm hùm trắng, mềm, nhiều đạm, ít mỡ, giàu dinh dưỡng |
| Cá mú hấp                                               |      | 清蒸東星斑         | 清蒸东星斑         | cing1 zing1 dung1 sing1 baan1         | Qīngzhēng dōngxīngbān      | Chất lượng thịt của cá mú chấm thơm ngon |
| Bào ngư A Nhất                                          |      | 阿一鮑魚           | 阿一鲍鱼           | aa3 jat1 baau1 jyu4                   | Ā yī bàoyú                 | Nhà hàng Bào ngư A Nhất của Hong Kong Felicity Group đã tạo ra một phương pháp nấu hải sản độc đáo dựa trên cách nấu truyền thống, đặc biệt là món bào ngư A Nhất có chất lượng cao |
| Ốc vòi voi luộc                                         |      | 白灼象拔蚌         | 白灼象拔蚌         | baak6 coek3 zoeng6 bat6 pong5         | Báizhuóxiàng bá bàng       | |
| Tôm tít rang muối                                       |      | 椒鹽瀨尿蝦         | 椒盐濑尿虾         | ziu1 jim4 laai6 niu6 haa1             | Jiāoyán lài niào xiā       | Tôm tịt rang muối là món ăn dân dã, thơm ngon, nguyên liệu chính gồm tôm tít, tỏi, ớt chuông đỏ, gừng băm, muối tiêu,… Thuộc ẩm thực Quảng Đông. Là một món khai vị mà bạn có thể ăn cả vỏ. |
| Sườn hương tỏi                                          |      | 蒜香骨             | 蒜香骨             | syun3 hoeng1 gwat1                    | Suàn xiāng gǔ              | Là món ăn truyền thống của người Quảng Đông, nguyên liệu chính là sườn heo, cà rốt, hành tây, gia vị gồm gừng, xì dầu, dầu phộng, v.v. Món ngon này chủ yếu được làm bằng cách chiên giòn. |
| Tôm luộc                                                |      | 白灼蝦             | 白灼蝦             | baak6 coek3 haa1                      | Báizhuóxiā                 | Tôm luộc là một món ăn truyền thống. Nguyên liệu chính là tôm và kỹ thuật nấu chính là luộc, từ “luộc trắng” dùng để chỉ hương vị nguyên bản của tôm tươi cho trực tiếp vào nước để nấu. Người Quảng Châu thích chế biến tôm theo phương pháp luộc để giữ được hương vị tươi, ngọt và mềm, sau đó bóc vỏ tôm và chấm vào nước sốt. |
| Chè yến tuyết giáp                                      |      | 椰汁冰糖燕窩       | 椰汁冰糖燕窝       | je4 zap1 bing1 tong4 jin3 wo1         | Yē zhī bīngtáng yànwō      | Một món tráng miệng nhẹ nhàng, ngọt ngào, thơm ngon, lạ miệng với màu sắc hấp dẫn. |
| Tuyết Giáp hầm đu đủ                                    |      | 木瓜燉雪蛤         | 木瓜燉雪蛤         | muk6 gwaa1 dan6 syut3 gaap3           | Mùguā dùn xuěhá            | Với thành phần chính là đu đủ và tuyết giáp. Các món tráng miệng Quảng Đông thường rất bổ dưỡng. |
| Mì phở xào thịt bò                                      |      | 幹炒牛河           | 干炒牛河           | gon1 caau2 ngau4 ho4                  | Gàn chǎo niú hé            | Là một món ăn khai vị đặc biệt của thành phố Quảng Châu, tỉnh Quảng Đông, thuộc ẩm thực Quảng Đông, món ăn được làm từ rau mầm, phở, bò và các nguyên liệu khác được phát minh vào cuối triều đại nhà Thanh và đầu thời kì Trung Hoa Dân Quốc. Cách nấu thông thường là súp hoặc xào. Món này được coi là bài kiểm tra chính để kiểm tra kỹ năng nấu nướng của các đầu bếp Quảng Đông. |
| Trà buổi sáng                                           |      | 廣東早茶           | 广东早茶           | gwong2 dung1 zou2 caa4                | Guǎngdōng zǎochá           | Là một phong tục ẩm thực dân gian ở Lĩnh Nam. Một số người Quảng Đông uống trà vào buổi sáng như một bữa sáng, thường thì cả gia đình ngồi quây quần bên bàn ăn, chia sẻ niềm vui gia đình. "Mời trà buổi sáng" cũng là một cách giao tiếp phổ biến của người Quảng Đông. |
| Canh lửa già                                            |      | 老火靚湯           | 老火靓汤           | lou5 fo2 leng3 tong1                  | Lǎo huǒ jìng tāng          | Món ăn này được đun trên lửa chậm trong một thời gian dài. Là thực phẩm bổ dưỡng cho sức khỏe đã được người dân Quảng Đông truyền lại hàng nghìn năm. |
| La hán trai                                             |      | 羅漢齋             | 罗汉斋             | lo4 hon3 zaai1                        | Luóhàn zhāi                | Là một món ăn chay truyền thống của dân địa phương Món ăn này được đặt theo tên của mười tám vị la hán quy tụ, được nấu kỹ với 18 loại nguyên liệu, là món chay thượng hạng. |
| Cơm niêu                                                |      | 煲仔飯             | 煲仔饭             | bou1 zai2 faan6                       | Bāo zǐ fàn                 | Cơm niêu hay còn gọi là cơm niêu đất là một món ăn đặc sản nổi tiếng ở thành phố Quảng Châu, tỉnh Quảng Đông, thuộc ẩm thực Quảng Đông, gồm các món chính gồm cơm niêu đất, cơm niêu gà nấm, cơm niêu sườn non chưng tàu xì, cơm niêu gà, thịt lợn, gan, vịt quay v.v. |
| Thịt cừu hầm                                            |      | 支竹羊腩煲         | 支竹羊腩煲         | zi1 zuk1 joeng4 naam5 bou1            | Zhī zhú yáng nǎn bāo       | Là một món ăn chữa bệnh thuộc ẩm thực Quảng Đông. Có chứa thành phần Ôn dương giúp giáng hỏa rất có lợi cho cơ thể. |
| Ức bò hầm củ cải                                        |      | 蘿蔔牛腩煲         | 萝卜牛腩煲         | lo4 baak6 ngau4 naam5 bou1            | Luóbo niúnǎn bāo           | Là món ăn truyền thống nổi tiếng ở Quảng Đông, thịt ức bò có màu đỏ nhạt, săn chắc, dai. |
| Canh đầu cá nấu tàu hũ                                  |      | 魚頭豆腐湯         | 鱼头豆腐汤         | jyu4 tau4 dau6 fu6 tong1              | Yú tóu dòufu tāng          | Là món canh được nấu với nguyên liệu chính là đầu cá và tàu hũ. Tàu hũ chứa nhiều canxi và thịt cá chứa nhiều vitamin D. nên khi kết hợp cả hai ăn cùng nhau thì sẽ sử dụng vitamin D trong cá để tăng tỷ lệ hấp thụ canxi của cơ thể lên nhiều lần. Vì vậy, món canh này đặc biệt thích hợp với những người trung tuổi và thanh niên. |
| Thịt nạt heo xào dứa chua ngọt (Thịt heo xào chua ngọt) |      | 菠蘿咕嚕肉(古老肉) | 菠萝咕噜肉(古老肉) | bo1 lo4 gu1 lou1 juk6 (gu2 lou5 juk6) | Bōluó gūlū ròu (Gǔlǎo ròu) | Là một món ăn nổi tiếng của Quảng Đông. Món ăn này bắt đầu từ thời nhà Thanh Đầu bếp Quảng Đông làm ra những viên thịt lớn bằng cách trộn thịt đã rút xương với gia vị và bột sau đó được chiên ngập dầu trên chảo cho đến khi giòn, cuối cùng trộn với nước xốt chua ngọt |
| Xà lách sốt dầu hào                                     |      | 蠔油生菜           | 蚝油生菜           | hou4 jau4 saang1 coi3                 | Háoyóu shēngcài            | |
| Rau diếp xào với cá tàu xì                              |      | 豆豉鯪魚油麥菜     | 豆豉鲮鱼油麦菜     | dau6 si6 leng4 jyu4 jau4 mak6 coi3    | Dòuchǐ líng yú yóumài cài  | Đây là một món ăn truyền thống nổi tiếng được làm với cá tàu xì và rau diếp. Rau diếp chứa rất nhiều vitamin và chất dinh dưỡng như canxi, sắt, protein, chất béo, vitamin A, B1, B2. |
| Canh cải thảo                                           |      | 上湯娃娃菜         | 上汤娃娃菜         | soeng5 tong1 waa1 waa1 coi3           | Shàng tāng wáwá cài        | Nguyên liệu chính là bắp cải non, được chế biến bằng cách là luộc chín sau đó chế biến thành súp đặc. |
| Cải ngồng xào mặn                                       |      | 鹽水菜心           | 盐水菜心           | jim4 seoi2 coi3 sam1                  | Yánshuǐ cài xīn            | ó vị thanh mát, thơm ngon, phù hợp với mọi lứa tuổi, đây cũng là món ăn thích hợp ăn vào mùa hè, và cách làm của nó rất đơn giản, ai cũng có thể làm tại nhà nên nó là món ăn tự nấu tại nhà rất phổ biến |
| Ngư phụ (tàu hũ cá)                                     |      | 魚腐               | 鱼腐               | jyu4 fu6                              | Yú fǔ                      | Món ăn này bên ngoài màu vàng, bên trong mềm, dai, thích hợp dùng để nấu canh, hầm. Nó là một đặc sản của thành phố La Định, tỉnh Quảng Đông, và là một thực phẩm phổ biến ở Quảng Đông, Hồng Kông và Ma Cao. Đầu bếp băm thịt cá cho đến khi nhuyễn, sau đó trộn với bột ngô, nước lòng đỏ trứng và nước |
| Trứng phù dung                                          |      | 香煎芙蓉蛋         | 香煎芙蓉蛋         | hoeng1 zin1 fu4 jung4 daan2           | Xiāngjiān fúróng dàn       | Được làm bằng cách trộn trứng với xá xíu, măng, nấm hương, gia vị, v.v. Món ăn được chiên vàng đều hai mặt kết hợp cùng nhiều nguyên liệu phụ được bọc trong trứng đan xen lẫn nhau, lớp ngoài mềm mịn, nhân trứng đậm đà, là món ăn nổi tiếng trong các bữa tiệc Quảng Châu. |
| Đinh Hồ Thượng Tố                                       |      | 鼎湖上素           | 鼎湖上素           | ding2 wu4 soeng5 sou3                 | Dǐng húshàng sù            | Là món ăn nổi tiếng vùng Quảng Đông, mùi vị tươi mới không nói, giá trị dinh dưỡng cũng cực kỳ cao, là món ăn chay thuộc hàng thượng phẩm. Món ăn này dùng ngân nhĩ làm nguyên liệu chủ đạo, lấy chưng làm cách nấu chính. |
| Bắp cải cuộn                                            |      | 煙筒白菜           | 煙筒白菜           | jin1 tung2 baak6 coi3                 | Yāntǒng báicài             | Có tác dụng thanh nhiệt, trừ hỏa, ngăn ngừa ung thư. |
| Cà tím xào ớt tỏi                                       |      | 魚香茄子煲         | 鱼香茄子煲         | jyu4 hoeng1 ke4 zi2 bou1              | Yú xiāng qiézi bāo         | |
| Gà Taiye                                                |      | 太爺雞             | 太爷鸡             | taai3 je4 gai1                        | Tàiyé jī                   | Tên của Gà Taiye xuất phát từ thị trưởng của một thành phố Quảng Châu cổ đại vào thời nhà Thanh, khi ông được cho là người đã phát minh ra món ăn. Thịt gà được luộc chín khoảng 90% trong một món súp mặn đặc biệt sau đó hun khói với lá trà đen và mật ong. Sau đó, món ăn được làm lạnh, cắt lát và nấu tiếp trong một số món súp đặc biệt với mật ong để tăng thêm vị mặn và ngọt. |
| Khâu nhục                                               |      | 香芋扣肉           | 香芋扣肉           | hoeng1 wu6 kau3 juk6                  | Xiāng yù kòu ròu           | Là một trong những món ăn nổi tiếng ở vùng Đồng bằng sông Châu Giang, một món ăn không thể thiếu của người dân địa phương trong mùa lễ hội. Một món ăn Quảng Đông được làm từ sườn lợn (hoặc ba chỉ), khoai môn, củ cải và bột mì. Món ăn có vị ngọt và thơm, mềm và không nhiều dầu mỡ. Nó có chức năng nâng cao cơ chế miễn dịch của cơ thể, bồi bổ cơ thể, bổ sung dưỡng chất cho da, làm đẹp. |
| Thập cẩm xào chay                                       |      | 南乳粗齋煲         | 南乳粗斋煲         | naam4 jyu5 cou1 zaai1 bou1            | Nán rǔ cū zhāi bāo         | Thành phần gồm có cải thảo, nấm đông cô, miến, tàu hũ ki, sú và đậu đũa. |
| Vi cá hầm cải thìa                                      |      | 菜膽燉魚翅         | 菜胆炖鱼翅         | coi3 daam2 dan6 jyu4 ci3              | Cài dǎn dùn yúchì          | Là một món ăn truyền thống của Quảng Đông với hương vị thơm ngon hấp dẫn, |
| Cá vược kỳ lân                                          |      | 麒麟鲈鱼           | 麒麟鲈鱼           | kei4 leon4 lou4 jyu4                  | Qílín lúyú                 | |
| Cua nướng gừng hành                                     |      | 姜葱焗肉蟹         | 姜葱焗肉蟹         | goeng1 cung1 guk6 juk6 haai5          | Jiāng cōng jú ròu xiè      | |
| Gà Hấp Xì Dầu Mai Quế Lộ                                |      | 玫瑰豉油雞         | 玫瑰豉油鸡         | mui4 gwai1 si6 jau4 gai1              | Méiguī chǐ yóu jī          | |
| Bò tam tinh                                             |      | 牛三星             | 牛三星             | ngau4 saam1 sing1                     | Niú sānxīng                | là một trong những món ăn nhẹ truyền thống ở khu Tây Quan của Quảng Châu. |
| Nội tạng bò                                             |      | 牛雜               | 牛杂               | ngau4 zaap6                           | Niú zá                     | Gồm Lá sách, gan, lòng... của bò |
| Mì cuộn                                                 |      | 布拉腸粉           | 布拉肠粉           | bou3 laai1 coeng4 fan2                | Bù lā cháng fěn            | Nguyên liệu chính là bún và tôm khô. Món ăn này có nguồn gốc từ món ăn vặt đặc trưng của người Hán ở khu vực Đông Quan Quảng Tây |
| Há Cảo                                                  |      | 蝦餃               | 虾饺               | haa1 gaau2                            | Xiā jiǎo                   | Há cảo truyền thống có hình nửa vầng trăng, có 12 nếp gấp ở bụng, nhân gồm tôm, thịt và măng. |
| Chee Cheong Fun                                         |      | 豬腸粉             | 猪肠粉             | zyu1 coeng4 fan2                      | Zhū cháng fěn              | là một món ăn Quảng Đông được làm từ sữa gạo, là một món ăn nhẹ đường phố phổ biến ở Hồng Kông và Malaysia. Ngoài dùng xì dầu, món chee cheong fun của Hong Kong còn có thể chấm với nước sốt mì ngọt, bơ đậu phộng, tương ớt hoặc sốt mè tùy thích. |
| Mì vằn thắn                                             |      | 雲吞麪             | 云吞面             | wan4 tan1 min6                        | Yún tūn miàn               | Mì hoành thánh được chia thành mì khô và mì nước. Nguyên liệu làm hoành thánh bao gồm da hoành thánh, tôm tươi và thịt heo. Mì hoành thánh được làm từ sợi mì hoành thánh và nước dùng, sợi mì dai độ đàn hồi trong miệng. Hoành thánh rất giàu protein, tinh bột và các chất dinh dưỡng khác. |
| Cháo Lòng                                               |      | 及第粥             | 及第粥             | kap6 dai6 zuk1                        | Jí dì zhōu                 | Nó được làm bằng cách thêm thịt lợn nạc, gan lợn và lòng lợn vào cháo. Khi khách gọi, múc cháo vào tô rồi cho lòng lợn, gan lợn, lòng lợn vào luộc chín rồi cho ra bát, rắc thêm lạc, chả băm nhỏ. |
| Cháo hải sản                                            |      | 艇仔粥             | 艇仔粥             | teng5 zai2 zuk1                       | Tǐng zǐ zhōu               | là một món ăn nhẹ truyền thống ở quận Lệ Loan, thành phố Quảng Châu, tỉnh Quảng Đông Các thành phần của cháo hải sản bao gồm sashimi, thịt nạc, quẩy, đậu phộng, hành lá, trứng cắt, da heo chiên giòn, sứa, xá xíu, vịt quay và mực. |
| Cơm lá sen                                              |      | 荷葉包飯           | 荷叶包饭           | ho4 jip6 baau1 faan6                  | Héyè bāofàn                | là món dim sum truyền thống nổi tiếng |
| Súp vi cá mập                                           |      | 碗仔翅             | 碗仔翅             | wun2 zai2 ci3                         | Wǎn zǐ chì                 | Là một loại súp vây cá mập giả thường thấy trên đường phố Hồng Kông, thành phần chủ yếu là miến, ức gà, mộc nhĩ, thịt lợn băm nhỏ và được nấu trong nước dùng gà. |
| Bánh bao kim sa                                         |      | 流沙包             | 流沙包             | lau4 saa1 baau1                       | Liúshā bāo                 | Là một loại bánh bao rất nổi tiếng và vô cùng ngon của ẩm thực Trung Hoa. Người ta đặt ra một cái tên tuyệt đẹp ” Bánh bao kim sa ” như vậy ý nghĩa của từ 流沙包 – liu sha bao tức là đụn cát chảy. Khi bẻ đôi chiếc bánh bao kim sa ra phần nhân sữa trứng muối vàng thơm chảy ra từ từ, thơm lừng mùi sữa, ngậy ngậy vị trứng, thơm ngon cực kì. |
| Thịt lợn hầm gừng                                       |      | 豬腳姜             | 猪脚姜             | zyu1 goek3 goeng1                     | Zhū jiǎo jiāng             | Là một món ăn truyền thống nổi tiếng của địa phương ở Quảng Đông, món ăn bổ dưỡng đặc trưng nhất cho phụ nữ Người Hoa thường chế biến món này cho phụ nữ sau khi sinh vì người xưa quan niệm rằng phụ nữ sau khi sinh hấp thụ rất nhiều "phong" (nghĩa là gió) nên phải nhờ gừng già "khử phong" (đuổi gió) mượn giấm để hòa tan chất canxi trong giò heo giúp phụ nữ sau khi sinh bổ sung lại lượng canxi đã mất. Ngoài ra còn có công dụng làm tử cung sau sinh trở lại kích thước ban đầu, có tác dụng kích thích sữa.                                               |
| Xôi gà lá sen                                           |      | 糯米雞             | 糯米鸡             | no6 mai5 gai1                         | Nuòmǐ jī                   | Món ăn này được chế biến bằng cho các loại nhân như sườn heo xá xíu, lòng đỏ trứng muối và nấm hương vào nếp, sau đó cho lá sen gói vào nồi hấp chín. |
| Bánh đúc đậu đỏ                                         |      | 缽仔糕             | 钵仔糕             | but3 zai2 gou1                        | Bō zǐ gāo                  | là một trong những món bánh truyền thống của địa phương ở tỉnh Quảng Đông. Thành phần chính của nó là bột gạo hoặc bột thủy tinh, và bột năng, được biết đến với độ dẻo, ngon và đậm đà. |

### Món ăn Triều Châu
| Tên                            | Hình | Tên Phổn thể | Tên Giản thể | Việt bính                        | Phiên âm                | Mô tả |
| ------------------------------ | ---- | ------------ | ------------ | -------------------------------- | ----------------------- | --- |
| Sườn phật thủ                  |      | 佛手排骨     | 佛手排骨     | fat6 sau2 paai4 gwat1            | Fóshǒu páigǔ            | Món ngon đặc biệt này trông giống như phật thủ, bên ngoài thơm và bên trong mềm, ngon. |
| Thuận buồm xuôi gió            |      | 一帆風順     | 一帆风顺     | jat1 faan4 fung1 seon6           | Yīfānfēngshùn           | Được chế biến từ nguyên liệu chính là hải sâm và thịt lợn. |
| Mẫu đơn chiên dồn thịt rắn khô |      | 牡丹煎酿蛇脯 | 牡丹煎酿蛇脯 | maau5 daan1 zin1 joeng6 se4 pou2 | Mǔdān jiān niàng shé pú | |
| Rau hộ quốc                    |      | 護國菜       | 护国菜       | wu6 gwok3 coi3                   | Hù guó cài              | là một món ăn đặc sản truyền thống của vùng Triều Châu ở Quảng Đông Nguyện liệu chính: Lá Khoai Tây |
| Ngỗng Phá Lấu Triều Châu       |      | 潮州滷水拼盤 | 潮州卤水拼盘 | ciu4 zau1 lou5 seoi2 ping3 pun4  | Cháozhōu lǔshuǐ pīnpán  | Thường được dùng làm món khai vị trong các bữa tiệc ẩm thực Triều Châu. Có câu: “Tiên nhập vi chủ ” (ấn tượng đầu tiên) luôn là tiêu chí quan trọng để thực khách đánh giá đẳng cấp của món ăn Triều Châu trong các nhà hàng nên đối với các nhà hàng Triều Châu cao cấp, đĩa phá lấu phải được nấu thật tốt. |
| Cua uyên ương                  |      | 鴛鴦膏蟹     | 鸳鸯膏蟹     | jyun1 joeng1 gou1 haai5          | Yuānyāng gāo xiè        | Món ăn này rất ngon và có hình thức đẹp Trên dĩa thường được để một con cua có màu đỏ bên cạnh một con có màu xanh lam nên được gọi là "Cua Uyên Ương" |
| Súp viên cua                   |      | 清湯蟹丸     | 清汤蟹丸     | cing1 tong1 haai5 jyun2          | Qīngtāng xiè wán        | Viên cua có mùi thơm, tính dịu, tính bình, có tác dụng bổ tỳ ích khí, chủ yếu có tác dụng trị lao, điều hòa viêm khớp, bổ khí huyết tán ứ, điều kinh, cường eo, bổ can thận. Bên cạnh đó viên cua có thể đổi thành chả tôm, chả mực, chả ốc và các món hải sản khác. |
| Salad tôm hùm                  |      | 生菜龍蝦     | 生菜龙虾     | saang1 coi3 lung4 haa1           | Shēngcài lóngxiā        | Là một trong những công thức nấu ăn của người Triều Châu, sử dụng tôm hùm làm nguyên liệu chính. Món ăn này là sự kết hợp giữa ẩm thực của Trung Quốc và phương Tây |
| Tôm phù dung                   |      | 芙蓉蝦       | 芙蓉虾       | fu4 jung4 haa1                   | Fúróng xiā              | Là một món ăn nổi tiếng thuộc ẩm thực Quảng Đông. Nguyên liệu chính là tôm và trứng. |
| Bò viên Triều Châu             |      | 潮州牛肉丸   | 潮州牛肉丸   | ciu4 zau1 ngau4 juk6 jyun2       | Cháozhōu niúròu wán     | Là một món điểm tâm địa phương nổi tiếng ở Triều Châu, Quảng Đông. Bò viên Triều Châu có lịch sử gần trăm năm, có thể chia thành bò viên thịt và bò viên gân. Bò viên thịt mềm hơn, bò viên gân dai và ngon hơn do có thêm gân mềm. |
| Hào Chiên Triều Châu           |      | 蠔烙         | 蚝烙         | hou4 lok3                        | Háo lào                 | Được làm bằng cách hòa tan bột khoai lang trong nước, trộn thêm hành lá, rán trên chảo sắt đáy phẳng, thêm hàu Thượng Hải, hành và chấm nước mắm để ăn. |
| Đậu phụ Phổ Ninh               |      | 普寧豆乾     | 普宁豆干     | pou2 ning4 dau6 gon1             | Pǔníng dòu gān          | là một trong những món ăn vặt dân dã và đặc sản ở vùng Triều Châu. Với nguyên liệu chính là đậu nành trộn với bột khoai tây, nước muối và thạch cao. Đậu phụ Phổ Ninh có thể nâng cao khả năng miễn dịch của cơ thể, chống xơ cứng mạch máu, thúc đẩy quá trình phát triển xương, trị táo bón, chống thiếu máu do thiếu sắt, giảm lượng đường trong máu, chống oxy hóa, chống lão hóa. |
| Mì cuộn Triều                  |      | 潮式腸粉     | 潮式肠粉     | ciu4 sik1 coeng4 fan2            | Cháo shì cháng fěn      | Thành phần: sữa gạo, thịt lợn hoặc thịt bò hoặc tôm, rau xanh, trứng, rau khô. |
| Cháo nồi đất                   |      | 砂鍋粥       | 砂锅粥       | saa1 wo1 zuk1                    | Shāguō zhōu             | Cháo nồi đất ở Triều Sán là nổi tiếng nhất, bao gồm cháo cá nguyên hầm, cháo tôm biển nồi đất, cháo cua biển nồi đất, v.v. |
| Sườn hầm tương đậu Phổ Ninh    |      | 普寧豆醬骨   | 普宁豆酱骨   | pou2 ning4 dau6 zoeng3 gwat1     | Pǔníng dòu jiàng gǔ     | Thành phần chính của món ăn là sườn heo. Tương đậu là một loại phẩm màu đặc biệt của địa phương được thêm vào sườn để nấu tươi và dịu với hương vị đậu đậm đà. |
| Cháo Khoai Lang                |      | 番薯粥       | 番薯粥       | faan1 syu4 zuk1                  | Fānshǔ zhōu             | Cháo khoai lang là một chế độ ăn uống y học với nguyên liệu chính là khoai lang, là một trong những món cháo truyền thống ở miền nam Phúc Kiến, được người dân Triều Sán yêu thích và thường được ăn vào bữa sáng. |
| Chân vịt                       |      | 鴨腳扎       | 鸭脚扎       | ngaap3 goek3 zaat3               | Yā jiǎo zhā             | Là món ăn được chế biến kỹ lưỡng với nguyên liệu là chân vịt, nội tạng vịt, thịt lợn nướng, ngò gai, gừng,…. |
| Lẩu bò                         |      | 牛肉火鍋     | 牛肉火锅     | ngau4 juk6 fo2 wo1               | Niúròu huǒguō           | Có nguyên liệu chính là thịt bò, nấm hương và nấm kim châm. |
| Móng heo ram mặn               |      | 滷水豬手     | 卤水猪手     | lou5 seoi2 zyu1 sau2             | Lǔshuǐ zhūshǒu          | Được chế biến từ móng heo, gừng, tỏi, hành lá, hoa hồi, hạt tiêu, nước tương nhạt, nước muối, rượu gạo đỏ và ớt khô |
| Gan ngỗng om                   |      | 滷鵝肝       | 卤鹅肝       | lou5 ngo4 gon1                   | Lǔ é gān                | Món ăn được chế biến từ gan ngỗng, gừng, tỏi và các nguyên liệu khác |
| Daa Laang                      |      | 打冷         | 打冷         | daa2 laang5                      | Dǎ lěng                 | Đề cập đến các món ăn nóng và thịt nguội phổ biến từ các quầy hàng thực phẩm ở Triều Châu. Thực phẩm tẩm ướp, hải sản, các sản phẩm ngâm chua và các món nấu chín là bốn loại chính của daa laang. Sau đó nó được lan truyền vào Hồng Kông bởi những người nhập cư từ Triều Châu vào những năm 1950. Cách gọi món truyền thống là chọn món ăn trước mặt người phục vụ, người này sẽ đánh dấu món ăn đó cho khách hàng. Daa laang của bạn sau đó sẽ được thực hiện và gửi đến bàn của bạn. Thức ăn Daa laang sau đó sẽ được làm và gửi đến bàn của họ |
| Thịt bò xào sa tể              |      | 沙茶牛肉     | 沙茶牛肉     | saa1 caa4 ngau4 juk6             | Shā chá niúròu          | Màu sắc của món ăn này là thịt bò vàng ươm, mềm, sa tế sánh đặc, thơm có vị ngọt và cay. |
|                                |      |              |              |                                  |                         | |